# دفي
دفي (بالإنجليزية: Duffy) (و. 1984  م) هي مغنية، وكاتبة غنائية، وملحنة، وممثلة أفلام بريطانية، ولدت في بانجور.

## التعليم
تعلمت في جامعة تشستر.

## وصلات خارجية
- دفي على موقع IMDb (الإنجليزية)
- دفي على موقع ميتاكريتيك (الإنجليزية)
- دفي على موقع روتن توميتوز (الإنجليزية)
- دفي على موقع ألو سيني (الفرنسية)
- دفي على موقع ميوزك برينز (الإنجليزية)
- دفي على موقع رولينغ ستون (الإنجليزية)
- دفي على موقع أول موفي (الإنجليزية)
- دفي على موقع إن إن دي بي (الإنجليزية)
- دفي على موقع أول ميوزيك (الإنجليزية)
- دفي على موقع ديسكوغز (الإنجليزية)

- دفي في قاعدة بيانات الأفلام على الإنترنت